# Aspergilose
Aspergilose é uma doença pulmonar causada pelo fungo Aspergillus fumigatus, amplamente encontrado na vegetação. Regularmente respiramos esporos de aspergillus que em pessoas saudáveis geralmente é benigna e sem sintomas, exceto em pacientes imunodeprimidos, que causa pneumonia e formam bolas de fungos nos pulmões (aspergiloma).

## Causas
Os Aspergillus fumigatus crescem no ser humano em formas multicelulares filamentosas, as hifas septadas, formando um micélio. Cada hifa tem quatro micrómetros de diâmetro e muitos mais de comprimento, frequentemente dividindo-se em ramos. Na natureza são muito comuns e capazes de crescer livremente, alimentando-se de detritos orgânicos como plantas em decomposição.
O A.fumigatus é a causa mais frequente de aspergilose, mas outras espécies como o A.flavus, A.niger, A.nidulans ou A.terreus também causam a doença.

## Progressão e sintomas
A manifestação mais frequente é a aspergilose pulmonar. Os micélios crescem em bolas, denominadas aspergilomas, geralmente assintomáticos excepto pela hemoptise (tosse com sangue) ocasional; ou então produzem pneumonia disseminada crônica com expectoração, tosse e falta de ar. As infecções do olho devido a feridas não tratadas leva quase sempre à perda desse órgão de visão. A doença é geralmente controlada excepto nos imunodeprimidos.
Em doentes com SIDA/AIDS, o fungo não é controlado no pulmão e dissemina-se pelos órgãos de forma rápida. A aspergilose cerebral, cardíaca ou da medula óssea resultam quase sempre em morte se não tratadas, devido a hemorragias e enfartes múltiplos nos órgãos.
A micotoxicose é devida à ingestão de comida contaminada, com vómitos, diarreia e náuseas.
O Aspergillus pode ainda causar reacções alérgicas sem se multiplicar ou infectar a pessoa, como asma e rinite alérgica. A constante exposição ao fungo pode levar a recções do sistema imunitário agressivas na ausência da sua multiplicação, por vezes resultando em problemas pulmonares após muitos anos.

## Diagnóstico
A expectoração é observada ao microscópio, mas a cultura pode ser necessária para a identificação. A sorologia, com detecção de anticorpos específicos contra o fungo, é usada também.

## Tratamento
O tratamento é geralmente feito com um antifúngico triazólico como Voricanazol.